# Войтувце
Войтувце (пол. Wojtówce) — село в Польщі, у гміні Книшин Монецького повіту Підляського воєводства.
Населення — 133 особи (2011).
У 1975-1998 роках село належало до Білостоцького воєводства.

## Демографія
Демографічна структура станом на 31 березня 2011 року:
|          | Загалом | Допрацездатний вік | Працездатний вік | Постпрацездатний вік |
| -------- | ------- | ------------------ | ---------------- | -------------------- |
| Чоловіки | 62      | 13                 | 40               | 9                    |
| Жінки    | 71      | 13                 | 36               | 22                   |
| Разом    | 133     | 26                 | 76               | 31                   |